# غوردون دبليو. لويد
غوردون دبليو. لويد (بالإنجليزية: Gordon W. Lloyd)‏ هو مهندس معماري أمريكي، ولد في 1832، وتوفي في 1905.